# East London
East London (xhosa: eMonti, afrikaans: Oos-Londen) je drugi grad po veličini i važnosti u južnoafričkoj provinciji Eastern Cape, jedini grad u JAR-u s riječnom lukom te ujedno velika morska luka na Indijskome oceanu s oko 140 000 stanovnika na užem gradskom području (prema popisu iz 2001.), odnosno oko 750 000 stanovnika na širem području grada (Buffalo City osim East Londona obuhvaća i gradove Bhisho i King William's Town te dva velika predgrađa Mdantsane i Zwelitsha).